# Нијагарини водопади
Нијагарини водопади (43° 4' 54,7” сгш, 79° 4' 19,5” згд, енгл. Niagara Falls) представљају низ масивних водопада који се налазе на реци Нијагари у источном делу Северне Америке, на граници између Сједињених Држава и Канаде. Нијагарини водопади се састоје из три одвојена водопада и, иако нису много високи, они су прилично широки. Са преко 168.000 кубних метара воде у минуту, ови водопади су једни од најмоћнијих и најпознатијих у свету. Интересантно је да вода у Нијагариним водопадима никад не престаје да тече, чак ни зими, на изузетно ниским температурама. Истина, било је година (1912), када се стварао тзв. „ледени мост“, од обале до обале и тада је вода први пут престала да тече.
Никола Тесла имао је велике заслуге за изградњу прве хидроцентрале на Нијагариним водопадима. У Теслину част је на водопадима подигнут споменик 2006. године.
Регион Великих језера представља највећу водену површину у континенталном делу света. У почетку су у овој области живели амерички Индијанци, а од 1806. године почињу да је колонизују бели досељеници. Територија водопада је увек била предмет сукоба. Године 1812. становници са америчке стране почињу да колонизују и другу обалу. Као последица овога избија рат, пре свега због економског значаја подручја. Канада, у то време део британског колонијалног царства, пружила је велики отпор. После неколико серија преговора успоставља се предратни статус.
Текући на север као део реке Нијагаре, која дренира језеро Ири у језеро Онтарио, комбиновани слапови имају највећу брзину протока од свих водопада у Северној Америци који имају вертикални пад већи од 50 m (160 ft). Током ударних туристичких сати током дана, више од 168.000  3 воде (шест милиона кубних стопа) воде прелази преко гребена водопада сваког минута. Потковичасти водопади су најмоћнији водопад у Северној Америци, у погледу брзине протока. Нијагарини водопади су познати по својој лепоти и вредан су извор хидроелектричне енергије. Уравнотежење рекреативне, комерцијалне и индустријске употребе представљало је изазов за управитеље водопада од 19. века.

## Карактеристике
Потковичасти водопади су високи око 57 m (187 ft), док висина Америчких водопада Фаллс варира између 21 и 30 m (69 и 98 ft) због присуства огромних громада у његовом подножју. Већи Потковичасти водопади су широки око 790 m (2.590 ft) метара, док су амерички водопади широки 320 m (1.050 ft) метара. Удаљеност између америчког краја Нијагариних водопада и канадског краја је 3.409 ft (1.039 m).
Највећи проток преко Потковичастих водопада је забележен на нивоу од 6.400 m3 (230.000 cu ft) у секунди. Просечан годишњи проток је 2.400 m3 (85.000 cu ft) у секунди. С обзиром да је проток директна функција надморске висине језера Ири, обично достиже врхунац крајем пролећа или почетком лета. Током летњих месеци, најмање 2.800 m3 (99.000 cu ft) воде у секунди прелази низ водопаде, од којих око 90% прелази преко водопада, док се остатак преусмерава на хидроелектране, а затим на Америчке водопаде и Водопади свадбеног вела. То се постиже употребом насипа - Међународне контролне бране - са покретним вратима узводно од Потковичастих водопада.
Проток воде се преполовљује ноћу, а током ниске туристичке сезоне зими достиже минимални проток од 1.400 m3 (49.000 cu ft) у секунди. Преусмеравање воде регулисано је Нијагарским уговором из 1950. године, а њиме управља Међународни надзорни одбор Нијагаре. Зелена боја воде која тече преко Нијагариних водопада нуспроизвод је процењених 60 тона/мин растворених соли и каменог брашна (веома фино млевених стена) произведених ерозивном силом реке Нијагаре.

## Геологија
Особине које су постале Нијагарини водопади настале су глацијацијом у Висконсину пре око 10.000 година. Повлачење леденог покривача оставило је за собом велику количину растопљене воде (види језеро Алгонквин, језеро Чикаго, глечерско језеро Ироквоис и море Шамплејн) која је испунила сливове које су глечери исклесали, стварајући тако Велика језера каква су данас позната. Научници сматрају да се на приближној локацији данашњег канала Веланд налази стара долина, закопана клисура Светог Дејвида, затрпана ледењачким заносом.
Када се лед отопио, горња Велика језера су се уливала у реку Нијагару, која је пратила преуређену топографију преко ушћа Нијагаре. Временом је река пробила клисуру кроз литицу окренуту ка северу, или квесту. Због интеракција три велике стенске формације, каменито подножје није равномерно еродирало. Површинска стенска формација се састоји од тврдог кречњака и доломита отпорног на ерозију из Локпорт формације (средњи силур). Тај тврди слој камена еродирао је спорије од материјала испод њега. Одмах испод површинских стена лежи слабија, мекша, нагнута рочестерка формација (доњи силур). Ова формација се састоји углавном од шкриљаца, иако има неколико танких кречњачких слојева. Она такође садржи древне фосиле. Временом је река нагризала меки слој који је подупирао тврде слојеве, поткопавајући тврди капрок, који је попустио у великим комадима. Овај процес се поновио много пута, и на крају су исклесани водопади. Потопљена у реку у доњој долини, скривена од погледа, налази се формација Квинстон (горњи ордовицијум), састављена од шкриљаца и ситног пешчара. Све три формације положене су у древно море, а њихове разлике у карактеру произилазе из променљивих услова у том мору.
Пре око 10.900 година, Нијагарини водопади су били између данашњег Квинстона у Онтарију и Луистона у Њујорку, али је ерозија гребена довела до тога да се падови повуку приближно 6,8 mi (10,9 km) јужно. Облик Потковичастих водопада се променио кроз процес ерозије, еволуирајући од малог лука до потковице до данашњег V-облика. Непосредно узводно од тренутне локације водопада, Гоут острво раздваја ток реке Нијагаре, што је довело до одвајања Потковичастих водопада на западу од Америчких и Водопада свадбеног вела на истоку. Инжењеринг је успорио ерозију и рецесију.
Тренутна стопа ерозије је приближно 30 cm (0,98 ft) годишње, што је пад у односу на историјски просек од 0,91 m (3,0 ft) годишње. Овим темпом, за око 50.000 година, Нијагарини водопади ће еродирати преосталих 32 km (20 mi) до језера Ири, и слапови ће престати да постоје.